# I Love English Junior
I Love English Junior ist eine englischsprachige Zeitschrift für Kinder mit ersten Spracherfahrungen zum Erlernen der englischen Sprache. Sie wird vom französischen Bayard Mediengruppe herausgegeben.
Im deutschsprachigen Raum wird die Zeitschrift vom Sailer Verlag in Nürnberg herausgegeben. Neben der deutschen Ausgabe gibt es auch eine in italienische Ausgabe der Zeitschrift.
I Love English Junior gibt es nur im Abonnement, die Zeitschrift wird nicht am Kiosk verkauft. Sie erscheint 10-mal im Jahr. Die Zeitschrift wird von der Stiftung Lesen für Kinder im Alter zwischen 8 und 10 Jahren empfohlen.